# Чемпіонат світу з легкої атлетики в приміщенні 2018 — Штовхання ядра (жінки)
Змагання зі штовхання ядра серед жінок на Чемпіонаті світу з легкої атлетики в приміщенні 2018 у Бірмінгемі відбулись 2 березня в Арені Бірмінгем.

## Рекорди
На початок змагань основні рекордні результати були такими:
| WIR | Гелена Фібінгерова Чехословаччина | 22,50 м | Яблонець-над-Нисою Чехословаччина | 19 лютого 1977 |
| CR  | Валері Адамс Нова Зеландія        | 20,67 м | Сопот Польща                      | 8 березня 2014 |
| WL  | Меггі Івен США                    | 19,20 м | Альбукерке Польща                 | 10 лютого 2018 |

Під час змагань були встановлені наступні основні рекордні результати:
| WL | Аніта Мартон Угорщина | 19,62 м | Бірмінгем Велика Британія | 2 березня 2018 |

## Розклад
| Дата           | Час початку | Стадія |
| -------------- | ----------- | ------ |
| 2 березня 2018 | 20:09       | Фінал  |

Вказаний місцевий час (UTC+0)

## Результати
За регламентом змагань кваліфікаційний відбір до фіналу не проводився. У фіналі всі атлетки мали змогу виконати по три спроби, після чого вісімці найкращих за результатами цих спроб надавалось право виконати ще дві спроби, а насамкінець - четвірка найкращих за результатами п'яти спроб мала змогу виконати ще одну..

### Фінал
| Місце | Атлетка              | Країна            | #1      | #2      | #3      | #4      | #5      | #6      | Результат | Примітки |
| ----- | -------------------- | ----------------- | ------- | ------- | ------- | ------- | ------- | ------- | --------- | -------- |
| 1     | Аніта Мартон         | Угорщина          | 18,29 м | 18,30 м | 19,48 м | х       | 18,96 м | 19,62 м | 19,62 м   | WL       |
| 2     | Данніель Томас-Додд  | Ямайка            | 18,92 м | 18,95 м | 19,22 м | х       | 18,86 м | 19,07 м | 19,22 м   | NIR      |
| 3     | Ґун Ліцзяо           | Китай             | х       | 18,98 м | х       | 18,83 м | 18,81 м | 19,08 м | 19,08 м   | SB       |
| 4     | Ґао Ян               | Китай             | 18,45 м | 18,77 м | 18,41 м | 18,70 м | 18,20 м | 18,51 м | 18,77 м   | PB       |
| 5     | Пауліна Губа         | Польща            | 18,53 м | х       | 18,16 м | 18,31 м | 18,54 м |         | 18,54 м   |          |
| 6     | Альона Дубицька      | Білорусь          | х       | х       | 18,21 м | х       | х       |         | 18,21 м   | SB       |
| 7     | Яньювіс Лопес        | Куба              | 17,81 м | 18,05 м | х       | 18,04 м | 18,19 м |         | 18,19 м   | PB       |
| 8     | Дженіва Стівенс      | США               | 15,90 м | 18,18 м | 18,00 м | 17,64 м | х       |         | 18,18 м   |          |
| 9     | Клеопатра Борель     | Тринідад і Тобаго | 17,33 м | 17,80 м | 17,49 м |         |         |         | 17,80 м   |          |
| 10    | Бріттані Крю         | Канада            | х       | 17,61 м | 16,13 м |         |         |         | 17,61 м   |          |
| 11    | Юлія Леонтюк         | Білорусь          | х       | 17,44 м | 17,15 м |         |         |         | 17,44 м   |          |
| 12    | Даніелла Гілл        | США               | 17,22 м | 17,26 м | х       |         |         |         | 17,26 м   |          |
| 13    | Фанні Рос            | Швеція            | 17,19 м | 17,23 м | х       |         |         |         | 17,23 м   |          |
| 14    | Дімітріана Сурду     | Молдова           | 17,15 м | 17,22 м | х       |         |         |         | 17,22 м   |          |
| 15    | Радослава Мавродієва | Болгарія          | 16,33 м | х       | х       |         |         |         | 16,33 м   |          |